# Božidar Šitić
Božidar Šitić (1891. – 1968.), jedan od prvih igrača Hajduka koji u njemu igra od samog osnutka 1911. Uz Božu Nedoklana, jedan je od igrača koji je nastavio igrati za Hajduk i sljedećih godina. Božidar je bio strijelac čak 6 od 9 golova koje je Hajduk dao talijanaškom klubu Calcio. Ostala 3 strijelca bili su Šimunica (Šime Raunig; 1 gol u 7. minuti), Božo Nedoklan (strijelac 2. gola) i Antun Lewaj (?).
Prva postava u ovoj 1. povijesnoj utakmici glasila je Joseph Buchberger, Josip Namar, Petar Bonetti, Vilibald Zuppa, Luka Fakač, Branimir Murat, Ivan Tudor, Božidar Šitić, Šime Raunig, Antun Lewaj i Božo Nedoklan.
U Grazu je diplomirao pravo, a iz ‘Hajduka’ mu dolazi hitan poziv za prvu utakmicu s ‘Calciom’. Igrao je lijevu spojku, i bio je ljevonog.
I na onoj prvoj utakmici sa ‘Slavijom’ on je postigao onaj jedini gol od od 13:1. Odigrao je 144 utakmice i dao 125 golova, a odustao je poslije afričke turneje, gdje je bio vođa puta; nakon čega je po riječima njegovog unuka Željka, postao je nogometni sudac i predsjednik Dalmatinskog sudačkog podsaveza.
Šitićev prvi službeni nastup bio je 28 ožujka 1920. protiv Borca u Splitskom podsavezu koju je Hajduk dobio s 8:0, a golove su postigli Gazdić 4, Machiedo 2 i po jedan zgoditak Pilić i Hochman. Uz Šitića nastupili su i Kaliterna (branka), Dujmović, Prokeš, Tagliafero, Righi, Borovčić Kurir, Pilić, Hochmann, Gazdić-Janjčić i Machiedo.
Ukupan doprinos Hajduku je 144 nastupa i 125 zgoditaka. Igra u 15 službenih natjecanja i to 14 u Splitskom podsavezu sa 7 zgoditaka i jednu prvenstvenu. Odigrao je i 129 prijateljskih utakmica i zabio 118 golova.
Statistika u Hajduku
| Natjecanje        | Nastupi | Zgoditci |
| ----------------- | ------- | -------- |
| Prvenstvo         | 1       | 0        |
| Kup               | 0       | 0        |
| Superkup          | 0       | 0        |
| Međunarodne       | 0       | 0        |
| Splitski podsavez | 14      | 7        |
| Ukupno            | 15      | 7        |
| Prijateljske      | 129     | 118      |
| Sveukupno         | 144     | 125      |